# كيت بيك
كيت بيك (بالإنجليزية: Kate Peck)‏ هي عارضة أسترالية، ولدت في 1988.

## وصلات خارجية
- كيت بيك على موقع IMDb (الإنجليزية)